# 東北艾塔斯卡 (明尼蘇達州)
東北艾塔斯卡（英語：Northeast Itasca）是位於美國明尼蘇達州艾塔斯卡縣的一個未組織地區。

## 地方資料
東北艾塔斯卡的面積為1100.18平方千米，當中陸地面積為1032.98平方千米，而水域面積為67.20平方千米。根據2020年美國人口普查的數據，當地共有人口1305人，而人口密度為每平方千米1.19人。